# Sansa, monasterios budistas de las montañas en Corea
Los sansa son un grupo de siete monasterios budistas fundados entre los siglos VII y IX que se encuentran dispersos en las montañas de las provincias meridionales de Corea del Sur. En estos monasterios aún se practica la religión budista y guardan características comunes en su distribución espacial.
En 2018, estos templos fueron nombrados como Patrimonio de la Humanidad por la UNESCO.

## Distribución espacial
Los siete templos que conforman los sansa guardan características en su distribución espacial típicos de los templos budistas coreanos. En el centro de cada monasterio hay un patio llamado madang rodeado por cuatro edificios más: la estancia de Buda, el pabellón, la sala de lectura y el dormitorio. Conforme estos templos se expandieron, se agregaron pasillos auxiliares cerca del salón principal, y también se incorporaron al recinto del templo varios pasillos consagrados a deidades indígenas.
Los monasterios de las montañas carecen de fronteras, por lo que están están abiertos en el espacio que los circunda. Los edificios del complejo se construyeron teniendo en cuenta la topografía natural buscando una armonía con el paisaje natural. Cada edificio tiene una disposición geométrica.
En la entrada de cada templo se encuentra La Puerta del Pilar Único (Iljumun) que representa la separación de lo sagrado con lo profano. Como es característico en los templos tradicionales coreanos, para acceder al corazón del templo se atraviesa una serie de puertas que enfatizan el carácter sagrado del lugar.

## Lista de Templos
- Tongdosa
- Buseoksa
- Bongjeongsa
- Beopjusa
- Magoksa
- Seonamsa
- Daeheungsa